# O. Carl Simonton
Oscar Carl Simonton (* 29. Juni 1942 in Los Angeles; † 18. Juni 2009 in Agoura Hills) war ein amerikanischer Facharzt für Radiologie und Onkologie.

## Leben
Er gründete und leitete das Simonton Cancer Center (SCC) in Malibu (USA) und zählte zu den Pionieren der Psychoonkologie. Über 30 Jahre arbeitete er mit Krebspatienten, die ihren Genesungsprozess aktiv unterstützen wollten. Seine Arbeit hat internationale Bedeutung für die Beratung und Begleitung von Krebspatienten. Elemente seiner Philosophie und Techniken haben Einfluss auf die praktische Beratungsarbeit im Feld der Psychoonkologie in den Vereinigten Staaten von Amerika, in Europa und in Japan. Die Wirkung der von ihm entwickelten Simonton-Methode zur psycho-onkologischen Begleitung von Patienten wurde in der Fachwelt folgendermaßen rezipiert:

“According to the American Cancer Society, available scientific evidence does not support claims that imagery can influence the development or progress of cancer‘ but it can help reduce stress, depression, manage pain and ease side effects, in addition to creating, feelings of being in control‘.”

„Nach Angaben der ACS unterstützt die wissenschaftliche Evidenz nicht die Behauptung, Imagination könnte die Entwicklung oder den Verlauf von Krebs beeinflussen, ‚aber sie kann helfen, Stress und Depressionen zu reduzieren, mit dem Schmerz umgehen zu lernen und Nebeneffekte zu reduzieren. Außerdem gibt sie den Patienten das Gefühl, die Sache im Griff zu haben‘.“

## Werke
- Reid M. Henson, Brenda Hampton, Hans Ulrich Schaub (Übers.): Auf dem Wege der Besserung. Schritte zur körperlichen und spirituellen Heilung. Sechste Auflage. Rororo-Sachbuch, Band 61160, ISSN 0720-0943. Rowohlt-Taschenbuch-Verlag, Reinbek bei Hamburg 2007, ISBN 3-499-61160-0.
- Stephanie Matthews Simonton, James Creighton: Wieder gesund werden. Eine Anleitung zur Aktivierung der Selbstheilungskräfte für Krebspatienten und ihre Angehörigen. Übungen zur Entspannung und Visualisierung nach der Simonton-Methode. Neunte Auflage. Rororo-Sachbuch, Band 61152, ISSN 0720-0943. Rowohlt-Taschenbuch-Verlag, Reinbek bei Hamburg 2010, ISBN 978-3-499-61152-0.